# Ardara (Italie)
Pour les articles homonymes, voir Ardara.
Ardara est une commune italienne de la province de Sassari dans la région Sardaigne en Italie.

## Géographie

### Communes limitrophes
Chiaramonti, Mores, Ozieri, Ploaghe, Siligo

## Administration
| Période                                  | Période | Identité | Étiquette | Qualité |
| ---------------------------------------- | ------- | -------- | --------- | ------- |
|                                          |         |          |           |         |
| Les données manquantes sont à compléter. |         |          |           |         |

## Patrimoine
Dans Ardara se trouve l'église Santa Maria del Regno, un exemple d'architecture romane du Logudoro.

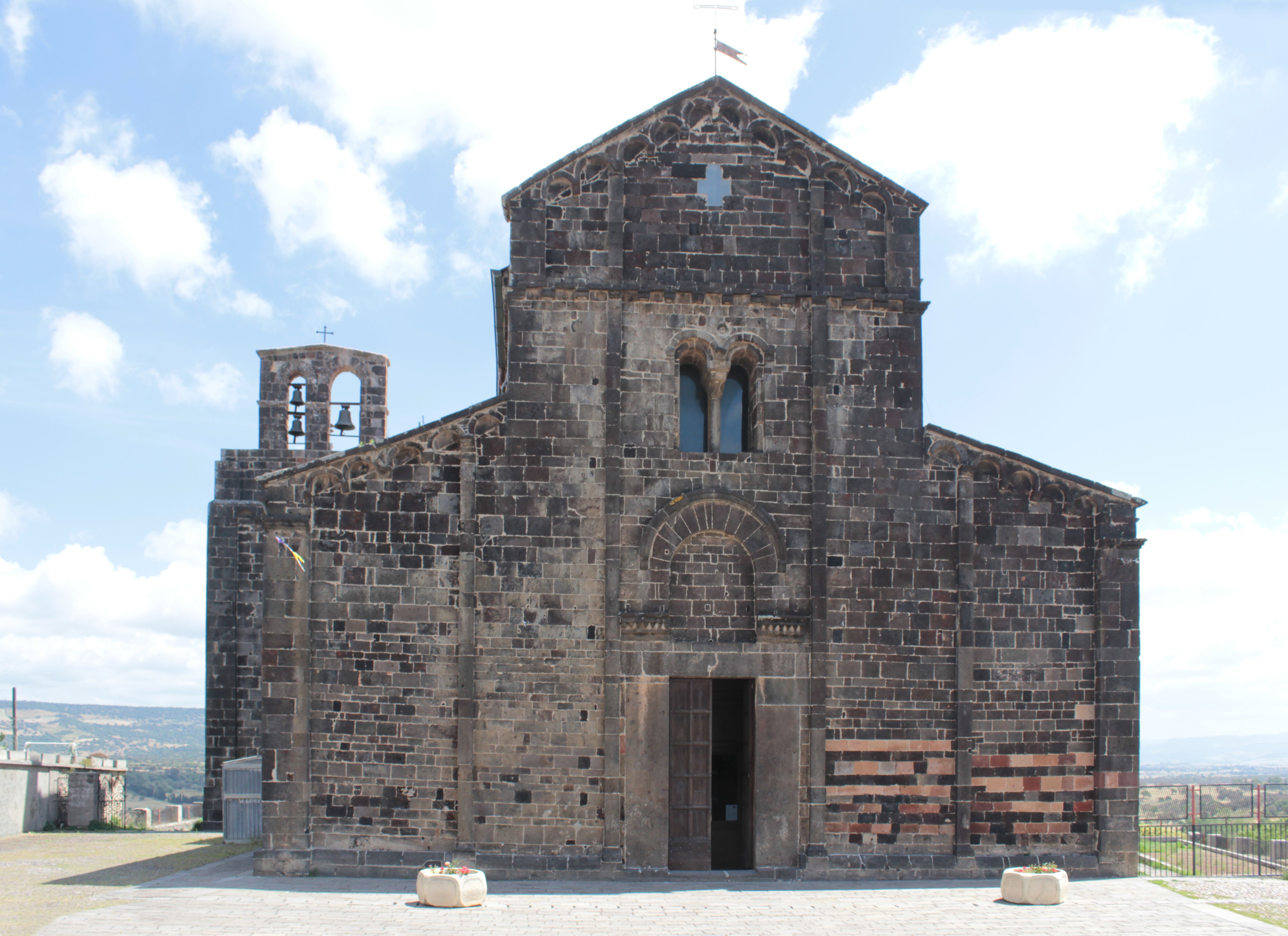
Église Santa Maria del Regno
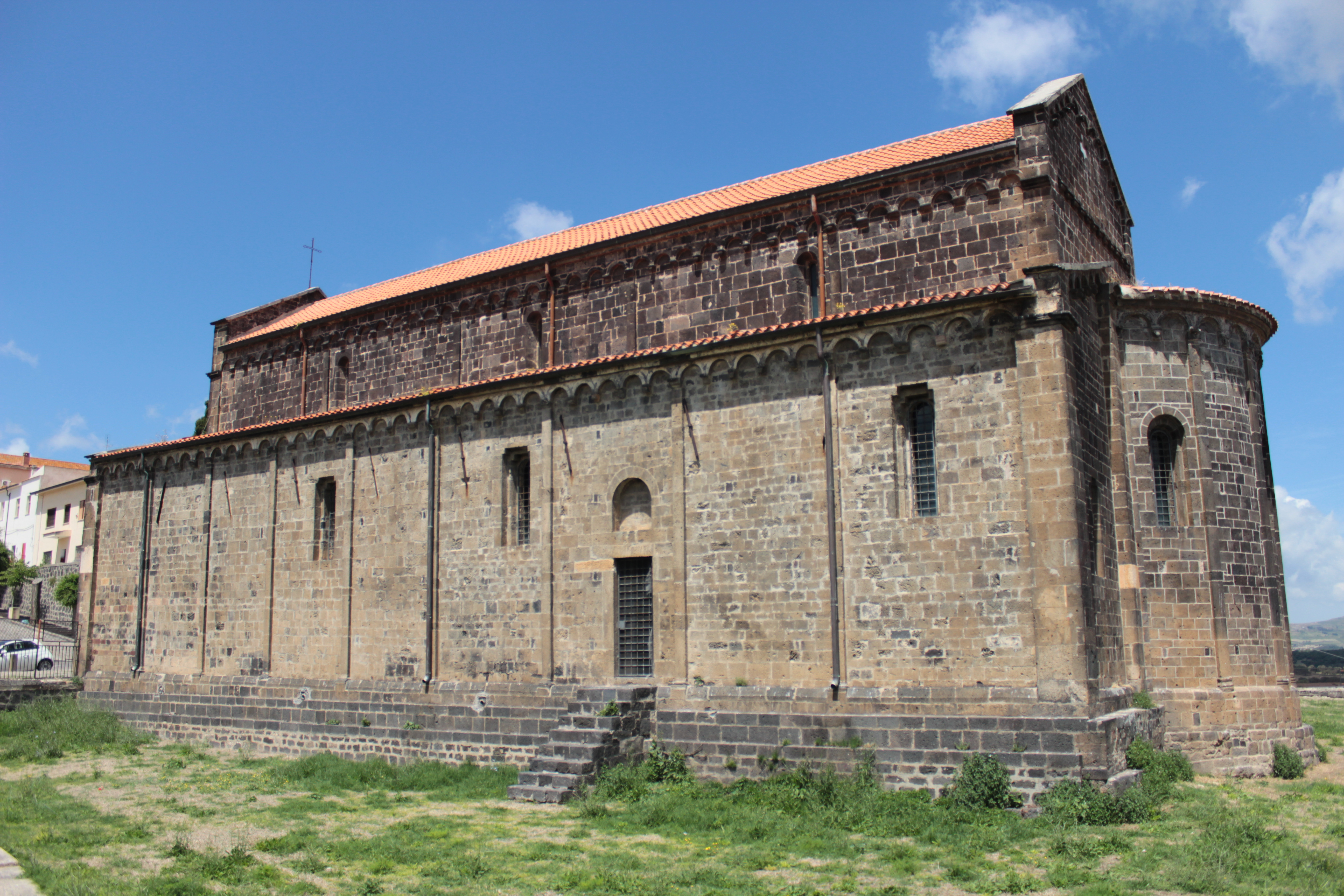
Église Santa Maria del Regno